# 5639 Ćuk
5639 Ćuk è un asteroide della fascia principale. Scoperto nel 1989, presenta un'orbita caratterizzata da un semiasse maggiore pari a 1,8515679 au e da un'eccentricità di 0,0227820, inclinata di 26,60622° rispetto all'eclittica.
L'asteroide è dedicato all'astronomo serbo Matija Ćuk.